# Tierra y libertad (película)
Tierra y libertad (título original: Land and Freedom) es una película británica, española, alemana e italiana de 1995 dirigida por Ken Loach y escrita por Jim Allen. La película narra la historia de David Carr, un trabajador sin empleo miembro del Partido Comunista de Gran Bretaña, que decide luchar en el bando revolucionario del POUM en la guerra civil española. La película está inspirada por Homenaje a Cataluña,obra del autor George Orwell en la que este narra su experiencia en España durante la guerra civil española. Obtuvo el Premio Internacional de la Crítica de la FIPRESCI y el premio del Jurado Ecuménico en Cannes. También fue galardonada con el Premio Sant Jordi a la mejor película española.

## Sinopsis
La narrativa de la película se desarrolla en un largo flashback. David Carr (Ian Hart), ya anciano, ha muerto, y Kim (Suzanne Maddock), su nieta descubre viejas cartas, periódicos, fotografías y otros documentos en su habitación: lo que vemos en la película es lo que él ha vivido.
Convencido de la necesidad de ayudar a los republicanos españoles en su lucha contra los nacionales fascistas, Carr, un joven trabajador sin empleo y miembro del Partido Comunista, deja Liverpool y viaja a España para unirse a las Brigadas Internacionales. Cruza la frontera catalana y casualmente acaba alistado en la milicia del Partido Obrero de Unificación Marxista (POUM) comandada por Vidal, el POUM resulta ser un Partido Comunista pero antiestalinista y por ende antisovietico aunque David se queda con ellos bajo el concepto que todas las facciones combaten al mismo enemigo en el frente de Aragón. En esta compañía, como en todas las milicias del POUM, hombres y mujeres, como la joven y entusiasta Maite (Iciar Bollain), luchan juntos. En las siguientes semanas y meses se hace amigo de otros voluntarios extranjeros, como el francés Bernard Goujon (Frederic Pierrot), y se enamora de Blanca (Rosana Pastor), una  miembro del POUM, que es también la ideóloga de este grupo.
Tras herirse (su arma precaria se le dispara), y recuperarse en un hospital en Barcelona, finalmente se une, de acuerdo con su plan original y contra la opinión de Blanca, a las Brigadas Internacionales respaldadas por el gobierno, y es testigo de primera mano de la propaganda estalinista y la represión ejercida contra los miembros del POUM y los anarquistas y tomando parte en las Jornadas de mayo de 1937 en una milicia estalinista, demostrando como decía David en una carta que La lucha se derrumba a nuestro alrededor, a diferencia del bando nacional donde los Carlistas y Falangistas cerraron filas en torno a Francisco Franco; regresa entonces a su antigua compañía, solo para ver como son rodeados por una unidad del gobierno ordenando su rendición: en un breve enfrentamiento Blanca es asesinada. Tras su funeral vuelve a Gran Bretaña con un pañuelo rojo lleno de tierra española.
Finalmente la película vuelve al presente, y vemos el funeral de Carr, en el cual su nieta arroja la tierra española dentro de su tumba tras leer unas líneas de un poema de William Morris. A continuación ella y otros miembros de la familia realizan un saludo de estilo socialista, sugiriendo que Carr transmitió su compromiso, sus certezas y sus convicciones a su familia.
La película fue rodada en Mirambel (Teruel) con extras del Maestrazgo. Ha dado lugar a una ruta denominada Paseo de Ken Loach. El final de la película se rodó en el pueblo abandonado de Les Alberedes, en Castellón de la Plana.

## Reparto
- Ian Hart - David Carr
- Rosana Pastor - Blanca
- Frederic Pierrot - Bernard Goujon
- Tom Gilroy - Lawrence
- Icíar Bollaín - Maite
- Marc Martínez - Juan Vidal
- Andrés Aladren - miembro de la milicia
- Sergi Calleja - miembro de la milicia
- Raffaele Cantatore - miembro de la milicia
- Pascal Demolon - miembro de la milicia
- Paul Laverty - miembro de la milicia
- Jordi Dauder - Salas
- Pep Molina - Pepe
- Suzanne Maddock - Kim (la nieta de David)
- Josep Magem (Nenmagem) - miembro de la milicia
- (Emil Samper) - Madruga el miembro más joven de la milicia.

## Temas
La mayor parte de los críticos y espectadores advirtieron las similitudes entre la historia narrada en esta película y la de Homenaje a Cataluña, el libro de George Orwell, en el cual el autor escribió uno de los más famosos relatos sobre la guerra civil española, el de su propia experiencia como voluntario en el contingente enviado por el Partido Laborista Independiente, y que formó parte de la milicia del POUM antes de la supresión de este por el Partido Comunista, creciente en poder.
Un momento importante inspirado por hechos reales es la ejecución del cura de un pueblo por actuar en favor del bando fascista: él ha roto el secreto de confesión, contando a los fascistas el lugar donde los anarquistas estaban ocultos y causando de este modo sus muertes.
Según Ken Loach, la escena más importante de la película es el debate en una asamblea que se lleva a cabo en un pueblo liberado exitosamente por la milicia. Personas del lugar donde fue rodada la película participaron en esta escena. Los habitantes del pueblo expresan sus pensamientos libremente (a pesar de algunas dificultades con el idioma), discutiendo sobre si deben ser colectivizadas o no las tierras del pueblo y las del cura recientemente fusilado. Un americano de la milicia del POUM sostiene que antes deben esforzarse por ganar la guerra, sugiriendo que la colectivización y otras acciones revolucionarias quizás obstaculicen esos esfuerzos. Menciona que si dichas acciones y los eslóganes que las acompañan continúan, no conseguirán el apoyo de las democracias liberales tales como los Estados Unidos y Gran Bretaña ("Los estáis asustando", dice). La necesidad de una guerra y una revolución de forma simultánea es expresada por un miliciano alemán, quien dice que "en Alemania la revolución fue pospuesta y ahora Hitler está en el poder". Al final los aldeanos votan a favor de la colectivización, siguiendo por tanto los pasos del camino revolucionario. En las zonas controladas por anarquistas y socialistas este tipo de expropiación de la tierra era común, ya que la guerra civil fue acompañada de una revolución social.
En la escena anterior y a lo largo de la película, se habla tanto español como inglés. Carr llega a España sin saber nada de español, pero va aprendiendo gradualmente; y por suerte para él la lengua franca en su milicia es el inglés.
Los comunistas apoyados por la Unión Soviética y los demócratas republicanos se opusieron a la revolución social, y al ir progresando la guerra tomaron como ventaja su acceso a armas soviéticas para restablecer el control del gobierno sobre el esfuerzo bélico, tanto a través de la diplomacia como por la fuerza. Un hecho histórico, la sangrienta lucha entre republicanos y anarquistas para controlar el edificio de Telefónica en Barcelona, fue elegido por Loach como emblema de este conflicto interno (véase Jornadas de mayo de 1937). El desencanto progresivo de Carr comienza en esta lucha sin sentido, que no es capaz de comprender, ya que se suponía que ambos grupos formaban parte del mismo bando. En cierto punto de la película se encuentra custodiando el cuartel general del Partido Comunista en Barcelona, y entabla una conversación en broma a través de las barricadas con la oposición anarquista. Le pregunta a un hombre de Mánchester que se encuentra entre ellos, "¿Por qué no estás aquí con nosotros?". En respuesta su compatriota le hace la misma pregunta, y Carr responde "No lo sé".